# Cratere Oisín
Oisín  è un cratere sulla superficie di Europa.